# Ernesto Nazareth

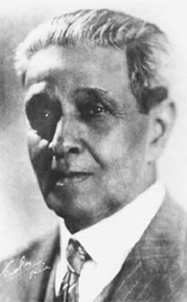
Ernesto Nazareth.

Ernesto Júlio de Nazareth (Río de Janeiro, 20 de marzo de 1863 - Jacarepaguá, 4 de febrero de 1934) fue un compositor y pianista brasileño. 
Considerado uno de los grandes nombres del choro, “el Scott Joplin de Brasil”, el carioca que creó y fijó el “tango brasilero” y otros géneros musicales en el Río de su tiempo. Combinaba diversas influencias, no solo brasileñas sino también de la música académica de Europa, África y hasta ragtime. Muchas de sus composiciones se siguen ejecutando regularmente en la actualidad. Los cariocas le decían “Nazaré”.

## Biografía
Nazareth forjó su musicalidad en la efervescente ciudad de Río de Janeiro, en un Brasil en plena transformación política y social, asistiendo a la abolición de la esclavitud y la proclamación de la república. Era hijo de Vasco Lourenço da Silva Nazareth y de Carolina da Cunha Nazareth, pianista y primera maestra del niño. Ella le enseñó a tocar valses y polcas. A los 3 años de edad empezó a tocar el piano. Después de la muerte de su madre (en 1873, cuando él tenía diez años de edad), Nazareth siguió sus estudios de piano y en 1877 (a los 14 años de edad) compuso su primera polca-lundú: Você bem sabe (que fue publicada por la editorial Arthur Napoleão).
Siguió estudiando música con los profesores Eduardo Madeira e Lucien Lambert, pero comenzó a frecuentar a músicos populares de choro, que estimularon su original y agudo sentido del ritmo. También fue influenciado por otros estilos africano-brasileros, como el maxixe y el lundú. Sin embargo Nazareth siempre luchó contra el reconocimiento de estos ritmos en sus composiciones, a las que él —como músico académico— prefería denominar “tangos brasileños” (ya que los tangos y las polkas eran los estilos de moda en la década de 1890.
Intérprete constante de sus propias composiciones, trabajó muchos años en la sala de espera del cine Odeón de Río de Janeiro (que se encontraba en la esquina de la avenida Sete de Setembro con Avenida Rio Branco). Muchos personajes ilustres concurrían (incluso desde otros estados de Brasil) al cine Odeón solo para oírlo tocar. También se presentaba como “pianero” en salas de cine, bailes, saraos, reuniones y ceremonias sociales. Comenzó a ser conocido y viajó por todo Brasil tocando su música en el piano.
En el Odeón conoció, entre otros, al pianista Arthur Rubinstein y al compositor Darius Milhaud, quien permaneció en Brasil entre 1916 y 1918 como secretario diplomático de la misión francesa. 
Una de las primeras composiciones que Nazareth se atrevió a categorizar como choro (y en realidad es una polka) fue Apanhei-te cavaquinho (‘te atrapé, mandolina’), un clásico que ha sido ejecutado en toda clase de combinaciones instrumentales. Sus obras para piano se utiliza en conservatorios de música académica y popular, ya que Nazareth trabajaba en el límite de los dos universos.
Apasionado por Chopin, sus exhibiciones llamaban la atención por su técnica admirable y la sensible interpretación.
Ernesto Nazareth convirtió los sonidos callejeros tocados por los músicos populares brasileños y los tradujo al piano, dándoles un ropaje delicado. Su obra se sitúa en la frontera de lo popular con lo erudito, transitando a voluntad por las dos áreas. No desentona si es interpretada por un concertista, como Arthur Moreira Lima, o por un “chorão” como Jacó do Bandolim. El espíritu del choro estará siempre presente, estilizado en las teclas del primero o volviendo a sus orígenes en las cuerdas del segundo. Y es ese espíritu, esa síntesis de la propia música de choro, lo que marca la serie de sus casi cien “tangos brasileros”, a la que pertenece Odeón.
A principio de los años veinte consiguió trabajo tocando en una tienda de música. En un tiempo en que tanto las radios como la industria discográfica no habían comenzado a desarrollarse en Brasil, para un compositor la única manera de mostrarse y darse a conocer era tocar en vivo. En la tienda de música él tocaba partituras y entusiasmaba a los clientes a comprar algunas. Entre las partituras estaban sus propias composiciones. De acuerdo con sus biógrafos, Nazareth era muy estricto cuando el cliente “probaba” alguna de sus partituras, y frecuentemente le terminaba pidiendo que interrumpiera la ejecución.
A fines de los años veinte comenzó a enfrentar problemas auditivos que empeoraron en esos sus últimos años de vida. El trauma provocado por la muerte de su hija y su esposa intensificaron el deterioro de su salud mental. En 1933, a los setenta años, el compositor fue internado en la colonia Juliano Moreira, en Jacarepaguá. El 1° de febrero de 1934 Nazareth huyó del manicomio y sólo fue encontrado tres días después, muerto por ahogamiento en el embalse de la Cachoeira dos Ciganos (cascada de los Gitanos).
Acerca de Ernesto Nazareth, el compositor francés Darius Milhaud dijo: “Su toque fluido, desconcertante y triste me ayudó a comprender mejor el alma brasilera”.
Solo fue grabada una pequeña parte de las más de 200 obras para piano compuestas por Ernesto Nazareth. Sus composiciones más conocidas son: Ameno resedá (polcas), Confidências, Coração que sente, Expansiva, Turbilhão de beijos (valses), Bambino, Brejeiro, Duvidoso, Fon Fon y Odeón (tangos brasileros), Travesso y Tenebroso.

## Obras
- A bella Melusina
- A flor de meus sonhos
- A florista
- A fonte do Lambari
- A fonte do suspiro
- Adieu
- Adorável
- Ai rica prima
- Albíngia
- Alerta!
- Ameno resedá (polca)
- Andante expressivo
- Apanhei-te cavaquinho (polca-choro)
- Arreliado
- Arrojado
- Arrufos
- As gracinhas de Nhô-nhô
- ¡Até que enfim!
- Atlântico
- Atrevidinha
- Atrevido
- Bambino (tango)
- Bambino - Você não me dá! (con letra de Catullo da Paixão Cearense)
- Batuque (tango característico)
- Beija flor (con letra del mismo Nazareth)
- Beijinho de moça
- Bom-Bom
- Brejeira
- Brejeiro (tango)
- Byciclette-Club
- Caçadora
- Cacique
- Capricho
- Cardosina
- Carioca (tango)
- Catrapuz
- Cavaquinho, ¿por qué choras? (incluye una copia del manuscrito)
- Celestial
- Chave de Ouro
- Chile-Brazil
- Comigo é na madeira
- Confidências (vals)
- Coração que sente (vals)
- Corbeille de Fleurs
- Correcta
- Crê e espera
- Crises em Penca
- Cruz, Perigo!!
- Cruzeiro
- Cubanos
- Cuéra
- Cutuba
- Cuyubinha
- De tarde
- Delightfulness
- Dengoso (atribuida a Nazareth)
- Desengonçado
- Digo
- Dirce (vals capricho)
- Divina
- Dor secreta
- Dora
- Duvidoso (tango)
- Elegantíssima (vals capricho)
- Elegia para piano (solo para la mano izquierda)
- Elétrica
- Elite-Club
- Encantada
- Encantador
- Ensimesmado
- Eponina (vals)
- Escorregando (tango brasilero)
- Escovado
- Espalhafatoso
- Espanholita
- Está chumbado
- Eulina
- Expansiva
- Êxtase (para canto, piano y violín)
- Êxtase (piano)
- Exuberante
- Faceira (vals)
- Famoso
- Fantástica
- Favorito
- Feitiço
- Ferramenta
- Fetiço não Mata
- Fidalga
- Floraux
- Fon-Fon! (tango)
- Fora dos eixos
- Furinga
- Garoto
- Gaúcho
- Gemendo, rindo e pulando
- Genial
- Gentes, ¿o imposto pegou?
- Gentil
- Gotas de ouro
- Gracietta
- Guerreiro
- Helena
- Henriette
- Hino a Alaor Prata
- Hino a Carneiro Leão
- Hino a Pereira Passos
- Hino da Escola Ester Pedreira de Mello
- Hino da Escola Floriano Peixoto
- Hino da Escola Pedro II
- Ideal
- If I am not mistaken
- Improviso (estudio de concierto)
- Insuperável
- Ipanema
- Iris
- Jacaré
- Jangadeiro
- Janota
- Julieta (cuadrilla)
- Julieta (valsa)
- Julita
- Labirinto (tango)
- Laço azul
- Lamentos
- Magnífico
- Mágoas
- Maly
- Mandinga
- Marcha fúnebre
- Marcha heróica aos dezoito do forte
- Mariazinha sentada na pedra
- Marietta
- Matuto
- Meigo
- Menino de ouro
- Mercedes
- Mesquitinha
- Myosótis
- Não caio n'outra!
- Não me fujas assim
- Nazareth
- Nenê
- Nenê (sertaneja con letra de Catullo da Paixão Cearense)
- No jardim
- Noêmia
- Noturno
- Nove de julho
- Nove de maio
- O alvorecer
- O futurista
- O nome dela (polca)
- O nome dela (vals)
- O que há
- O teus olhos cativam
- Odeón (tango para piano)
- Onze de maio
- Orminda
- Ouro sobre azul (tango)
- Pairando
- Paraíso
- Pássaros em festa (vals)
- Paulicéa ¡como és formosa!
- Perigoso
- Pierrot
- Pingüim
- Pipoca
- Pirilampo
- Plangente
- Plus ultra
- Podia ser pior
- Polca para a mão esquerda
- Polonaise
- ¿Por qué sofre?
- Primorosa
- Proeminente
- Quebra-cabeças
- Quebradinha (polca propia para serenatas)
- Ramirinho
- Ranzinza
- Rayon d’Or
- Reboliço
- Recordações do passado
- Remando
- Resignação
- Respingando
- Ressaca
- Retumbante (tango)
- Rosa Maria
- Sagaz
- Salve, salve, Nações Unidas
- Sarambeque (tango)
- Saudade
- Saudade dos pagos
- Saudades e saudades!
- Segredo
- Segredos da infância
- Sentimentos d'alma
- Soberano
- Suculento
- Sustenta a ...nota
- Sutil
- Talismã
- Tenebroso
- Thierry
- Topázio líquido
- Travesso
- Tudo sobe...
- Tupinambá
- Turbilhão de beijos (vals lento)
- Turuna (tango)
- Vem cá, branquinha
- Vésper (vals)
- Victória
- Vitorioso
- Você bem sabe
- Xangô
- Yolanda
- Zênite (tango, autoría del Maestro Gaó)
- Zica
- Zizinha

Luego de la muerte de Ernesto Nazareth se publicaron varias biografías y muchos álbumes y discos compactos dedicados a su música.

### Libros
- O melhor de Ernesto Nazareth

### Tributos
- Ernesto Nazareth
- Jacob revive músicas de Ernesto Nazareth (1955)
- Ernesto Nazareth (1970)
- Homenagem a Ernesto Nazareth (1973)
- Arthur Moreira Lima interpreta Ernesto Nazareth (1975)
- Arthur Moreira Lima interpreta Ernesto Nazareth, n.º 2 (1977)
- Os “pianeiros”: Antônio Adolfo abraça Ernesto Nazareth (1981)
- Nazareth (banda sonora de la compañía de dança Grupo Corpo, 1993)
- Sempre Nazareth: Maria Teresa Madeira (piano) y Pedro Amorim (bandolim) (1997).

### Extras
- Recordações de um sarau artístico (1984).